# Baía da Caravela
A baía da Caravela é uma baía portuguesa localizada no povoado da Ponta da Ilha, freguesia da Piedade, concelho das Lajes do Pico, ilha do Pico, Açores.
Esta baía localiza-se na ponta da ilha entre a baía da Fonte e a baía do Céu de Abraão, junto ao promontório da ponta dos Ouriços e do promontório da ponta da Ilha cuja origem se deve à elevação do mesmo nome, frente à Manhenha. Nas suas proximidades encontra-se o Farol da Ponta da Ilha.